# Venerdì islamico
Il venerdì islamico, o musulmano, è il giorno in cui i musulmani si recano alla moschea per la preghiera pubblica detta Jumuʿa (in arabo جمعة‎?). La Jumu’a viene effettuata circa al tempo e al posto della preghiera detta dhuhr che si effettua negli altri giorni della settimana in moschea se possibile o in congregazione con altri musulmani o da solo se non c’è nessuno disponibile.
Tuttavia, assistere alle Jumuʿa è obbligatorio soltanto per gli uomini, per le donne rimane fortemente consigliato. Per chi non si reca alla moschea (ad esempio in caso di malattia) c'è l'obbligo di recitare privatamente la preghiera dhuhr.
La preghiera comune è più breve di quella privata, ma è preceduta da un sermone diviso in due parti detto khuṭba pronunciato da un predicatore detto khaṭīb. Generalmente, il sermone riguarda temi della vita quotidiana, sociale o politica.
Il venerdì è indicato col termine arabo di yawm al-jumʿ "giorno dell'assemblea" in ricordo del fatto che la preghiera e meditazione del Profeta alla Mecca avvenivano alla chiusura del giorno del grande mercato. Ogni musulmano ha l'obbligo di pregare cinque volte al giorno con orari e regole precise. Eccetto la preghiera di mezzogiorno che caratterizza la festività, le altre quattro preghiere del venerdì sono identiche al resto della settimana. Le cinque preghiere canoniche devono essere recitate in arabo, a eccezione della khuṭba, che può essere pronunciata anche in un idioma locale.
Il calendario lunare con la settimana che inizia il sabato e termina il venerdì è utilizzato in molti paesi islamici a fini religiosi, mentre il calendario civile segue l'uso occidentale. Un'eccezione moderna è stata l'Arabia Saudita, che seguiva il calendario religioso fino al 2021. Dal 2022 considera per metà feriale il venerdì e festivi il sabato e la domenica.